# Maciej Małolepszy
Maciej Zdzisław Małolepszy – polski prawnik, dr hab., profesor uczelni Instytutu Nauk Prawnych Wydziału Prawa i Administracji Uniwersytetu Zielonogórskiego.

## Życiorys
Studiował na Uniwersytecie im. Adama Mickiewicza i na Uniwersytecie Europejskim Viadrina, 16 marca 2006 obronił pracę doktorską Geldstrafe und bedingte Freheitsstrafe nach deutschem und polnischem Recht, następnie uzyskał stopień doktora habilitowanego.
Został zatrudniony na stanowisku adiunkta w Katedrze Seksuologii, Poradnictwa i Resocjalizacji na Wydziale Pedagogiki, Socjologii i Nauk o Zdrowiu Uniwersytetu Zielonogórskiego.
Był profesorem nadzwyczajnym w Katedrze Prawa Karnego i Postępowania Karnego na Wydziale Prawa i Administracji Uniwersytetu Zielonogórskiego.
Jest profesorem uczelni w Instytucie Nauk Prawnych na Wydziale Prawa i Administracji Uniwersytetu Zielonogórskiego, oraz członkiem Komisji Dyscyplinarnej do spraw nauczycieli akademickich przy Radzie Głównej Nauki i Szkolnictwa Wyższego.